# Lasniczyja
Lasniczyja (biał. Ляснічыя; ros. Лесничие, Lesniczije; pol. hist. Leśnicze) – wieś na Białorusi, w obwodzie witebskim, w rejonie orszańskim, w sielsowiecie Mieżawa, przy linii kolejowej Witebsk – Orsza.
4 km na północ od wsi znajduje się przystanek kolejowy Łużki. Od 2016 leżąca wokół przystanku dawna osada Łużki, administracyjnie należy do Lasniczyji.

## Historia
W XIX i w początkach XX w. majątek ziemski należący do hr. Grabowskich. Położone były wówczas w Rosji, w guberni mohylewskiej, w powiecie orszańskim. Następnie w granicach Związku Sowieckiego. Od 1991 w niepodległej Białorusi.